# Petar Drapšin
Petar Drapšin (in serbo Петар Драпшин?; Srbobran, 15 novembre 1914 – Belgrado, 2 novembre 1945) è stato un generale e partigiano jugoslavo.

## Biografia

### Infanzia e formazione
Drapšin nacque in una famiglia di contadini nel villaggio di Turija, vicino Srbobran, all'epoca nota come Szenttamás e facente parte dell'impero austro-ungarico, pochi mesi prima dello scoppio della prima guerra mondiale. In età scolare la guerra era già terminata e il vecchio impero disgregato, sicché si ritrovò in una nuova nazione nota come Regno dei Serbi, Croati e Sloveni.
Dopo gli studi elementari nel villaggio natale, frequentò il ginnasio a Srbobran.
Successivamente si trasferì nella capitale Belgrado, per conseguire un apprendistato per un lavoro nel commercio. Terminato l'impiego si iscrive ad una scuola superiore tecnica dove per la prima volta entra in contatto con i movimenti intellettuali vicini ai lavoratori, patrocinati dal partito comunista jugoslavo (KPJ), un movimento fuorilegge durante il periodo monarchico jugoslavo. Molto attivo nel diffondere le idee comuniste, Drapšin entrò subito nelle file della Lega della Gioventù Comunista di Jugoslavia (SKOJ), la sezione giovanile del KPJ.

### Volontario nella guerra civile spagnola
Nel 1937 si recò a Praga per gli studi universitari. Subito dopo tuttavia si arruolò come volontario nelle Brigate Internazionali per combattere nella guerra civile spagnola a favore della Seconda Repubblica spagnola. Drapšin fu impegnato sui fronti di Almansa e Madrid, durante questi combattimenti si distinse conseguendo il grado di capitano.
In questa circostanza conobbe alcuni dei futuri protagonisti della lotta partigiana durante la seconda guerra mondiale, come Peko Dapčević, Koča Popović e Kosta Nađ.
Dopo la capitolazione della fazione repubblicana fu catturato e imprigionato in un campo in Francia, ma riuscì a scappare con l'aiuto del KPJ e riparò a Zagabria nel 1939.

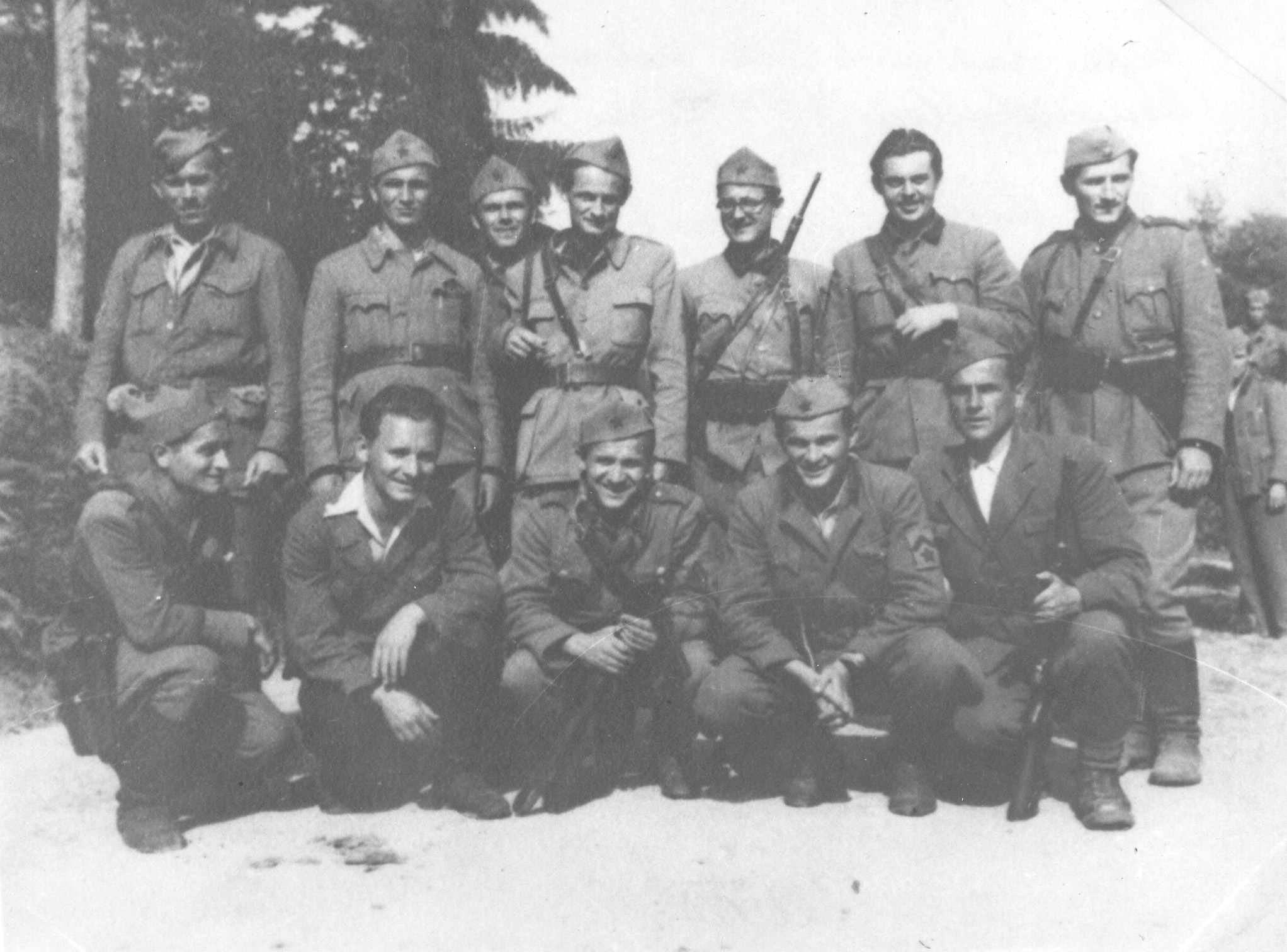
Alcuni soldati del 6º corpo dell'esercito popolare di liberazione nel 1943. Drapšin è il terzo da destra in basso.

### Seconda guerra mondiale
Con l'invasione della Jugoslavia del 1941, Drapšin ricevette l'incarico, da parte del partito comunista, di organizzare la resistenza armata nella regione dell'Erzegovina sotto il falso nome di Petar Ilić, soprannominato lo "spagnolo". La sua condotta in Erzegovina attirò parecchie critiche dal vertice del partito e gli costò alcune azioni disciplinari; tuttavia nel gennaio del 1943 il partito gli offrì una seconda possibilità mettendolo a capo della 12ª divisione della Slavonia del neonato Esercito Popolare di Liberazione della Jugoslavia.
Nel marzo dello stesso anno fu nominato maggior generale e nel maggio del 1944 ottenne il comando del 6º corpo.
Nel dicembre del 1944 fu nominato comandante dell'8º corpo dislocato in Dalmazia. Nel gennaio del 1945 ricevette il grado di tenente generale mentre le unità sotto il suo comando impegnavano i tedeschi nell'entroterra dalmata e liberavano l'Erzegovina nel febbraio del 1945 con l'operazione Mostar.
Successivamente le forze partigiane furono riorganizzate con la trasformazione degli otto corpi in quattro armate che impegnarono le forze dell'asse nell'intero territorio jugoslavo nel tardo marzo del 1945. Drapšin fu posto al comando della 4ª Armata che ruppe le difese nemiche in Lika per mezzo di una complicata operazione anfibia nonostante il terreno accidentato. Inoltre sconfisse i tedeschi nella battaglia di Fiume e riuscì ad irrompere nell'Istria ed entrare a Trieste e Gorizia prima delle forze alleate. Questa offensiva è considerata la più importante dell'intera guerra partigiana in quanto permise l'occupazione stabile ed in seguito l'annessione dell'Istria, di Fiume e di larga parte del Carso e del Goriziano alla futura Repubblica Socialista Federale di Jugoslavia.

### Fine della guerra e morte
Dopo la guerra Drapšin si candidò come membro dell'assemblea nazionale jugoslava alle elezioni dell'11 novembre 1945.
Morì il 2 novembre del 1945. Secondo la versione ufficiale sarebbe rimasto vittima di un colpo accidentale partito dalla sua pistola; secondo altre versioni si sarebbe trattato di un suicidio in seguito ad una critica ricevuta durante un incontro di partito.
Nel 1953 fu insignito, a titolo postumo, dell'Ordine dell'Eroe popolare con un decreto del presidente Tito e fu dichiarato eroe nazionale.

## Accuse di crimini di guerra
Savo Skoko, uno storico che aveva combattuto tra le file partigiane, pubblicò un libro in cui raccontava i crimini commessi dai membri del movimento di liberazione popolare contro i civili della regione dell'Erzegovina durante la seconda guerra mondiale.
Secondo la versione di Skoko, basata sulle proprie esperienze personali, Drapšin e altri esponenti del partito come Sava Kovačević furono mandati in Erzegovina tra la fine del 1941 e l'inizio del 1942, in seguito ad alcune segnalazioni secondo le quali i membri del KPJ locali fossero troppo delicati nei confronti dei "nemici della classe". 21 civili furono giustiziati a Radački brijeg il 27 febbraio 1942 dal primo battaglione d'attacco (Prvi udarni bataljon), mentre altri 41 vennero uccisi tra il 3 e il 4 marzo nei villaggi di Golobrđe, Divljakuša, e Meka Gruda. I corpi furono poi esposti alla vista della popolazione mentre i militari ballavano e festeggiavano.
Nel libro, inoltre, Drapšin è descritto come "una persona psicologicamente instabile le cui condizioni confinavano con la pazzia". Skoko infine contesta la versione ufficiale sulla morte di Drapšin, sostenendo invece che egli commise un suicidio.